# 康奉均
康奉均（韩语：／ Kang Bong-kyun，1943年8月3日—2017年1月31日），是一名韩国经济学家、政治家。曾经在1997年亚洲金融危机后的1999年至2000年期间担任韩国财政经济部长。

## 生平
1962年，毕业于群山高等学校。1969年，获得首尔国立大学经济学学士。1972年，获得威廉姆斯学院经济学研究生硕士学位。1989年，获得漢陽大學经济学博士学位。1990年4月21日至1993年5月24日，担任韩国企划财政部次官补。1993年12月27日至1994年10月6日，担任韩国雇佣劳动部次官。1994年10月6日至12月23日，担任企劃財政部次官。1996年，担任韩国信息通信部长。
1999年，韩国总统金大中任命康奉均担任韩国副总理兼财政经济部长，当时很多候选人及政治家均拒绝进入内阁。从向银行不计后果地借贷、到由韩国财阀控制的经济策略扭曲与错误，一系列的行为恶化了韩国经济。
尽管康奉均担任财长的职位并未超过一年，但是他却成功地将韩国经济从历史上的低谷带出。他的工作包括一系列的从金融危机后的经济复苏策略及持续增长方案；此外他也创制了一系列原则及法规，管理私营及财阀企业从事会计审查等活动。这些新实施的更严厉的法律法规也深受其影响。
2000年他离开内阁，之后被任命担任韩国政府资助的韩国开发研究院院长。2017年1月31日，去世，享年74岁。